# Bitconnect
Bitconnect (también escrito BitConnect, código de cotización BCC) fue una criptomoneda de código abierto en 2016-2018 que estaba conectada con un programa de inversión de alto rendimiento, un tipo de esquema Ponzi. Después de que los administradores de la plataforma cerraron la plataforma de ganancias el 16 de enero de 2018 y reembolsaron las inversiones de los usuarios en BCC tras una caída del 92% del valor de la moneda, se perdió la confianza y el valor de la moneda se desplomó a menos de $1 desde un máximo anterior de casi $525.

## Historia
Bitconnect se lanzó en 2016 para permitir a los usuarios prestar el valor de Bitconnect Coin a cambio de pagos de intereses. El programa estrella fue la llamada plataforma de préstamos donde los usuarios intercambiaban Bitcoin por Bitconnect Coin y podían fijar el valor instantáneo de la moneda por un período de tiempo determinado mientras ganaban intereses calculados diariamente. Los pagos de intereses fueron determinados por un llamado "robot comercial". El robot comercial fue la pieza más controvertida del sistema Bitconnect.co.[cita requerida] La liquidez de la criptomoneda BCC financió la capacidad de los usuarios de intercambiar sus ganancias por Bitcoin.
El 7 de noviembre de 2017, el gobierno del Reino Unido emitió un aviso a Bitconnect con dos meses para demostrar su legitimidad.
El 3 de enero de 2018, la Junta de Valores del Estado de Texas emitió una orden de cese y desistimiento contra la empresa, calificándola de esquema Ponzi y citando fallas en la transparencia de las ganancias de los usuarios y declaraciones engañosas.  La Junta de Valores del Estado de Texas y la División de Valores del Secretario de Estado de Carolina del Norte advirtieron que Bitconnect no estaba registrado para vender valores en sus respectivos estados. 
El 17 de enero de 2018, Bitconnect cerró,  y los precios de BCC cayeron un 92% inmediatamente después. Bitconnect anunció que reembolsaría sus préstamos.
El 31 de enero de 2018, una orden de restricción temporal congeló los activos de Bitconnect, que expiró el 13 de febrero  Sin embargo, Bitconnect como entidad nunca existió realmente, por lo que no está claro qué activos tiene (o tuvo alguna vez) Bitconnect. Un supuesto líder de Bitconnect en la región de la India (un nivel por debajo del fundador), Divyesh Darji, fue arrestado en Delhi, India, el 18 de agosto de 2018.  Se sospecha que Darji está conectado con conocidas entidades criminales involucradas en el lavado de dinero llamado "dinero negro" después de que el gobierno indio desmonetizara la rupia . En 2019, Darji fue arrestado y liberado bajo fianza en relación con una estafa similar llamada Regal Coin 

## Crítica y colapso
Se sospechaba que Bitconnect era un esquema Ponzi debido a su estructura de marketing multinivel y sus pagos imposiblemente altos (1% de interés compuesto diario). El interés en Bitconnect fluctuó enormemente según la volatilidad de Bitcoin, a cuyo valor estaba vinculado.
Bitconnect Coin estuvo entre los 20 tokens de criptomonedas más exitosos del mundo  hasta que su precio colapsó después de que los comerciantes comenzaron a perder la confianza. BCC subió desde un precio posterior a la ICO de $0,17 a un máximo histórico de US$463 en diciembre de 2017; disminuyó a US$0,40 el 11 de marzo de 2019. Bitconnect liberó préstamos pendientes por US$363,62 a la billetera Bitconnect en forma de BCC. Sin embargo, poco después de esa noticia, el precio de cambio interno y la liquidez colapsaron, resultando en una pérdida casi completa de valor. 

## Cuestiones jurídicas
El 16 de enero de 2018, Bitconnect anunció que cerraría su operación de intercambio y préstamo de criptomonedas después de que los reguladores de Texas y Carolina del Norte emitieran una orden de cese y desistimiento en su contra.  El 31 de enero de 2018, un Tribunal de Distrito de los EE. UU., Distrito Oeste de Kentucky, otorgó una orden de restricción temporal que congela los activos de Bitconnect y "para revelar las direcciones de las cuentas comerciales y de las billeteras de criptomonedas, así como las identidades de cualquier persona a quien Bitconnect haya enviado monedas digitales en los últimos 90 días".[cita requerida]
En septiembre de 2021, la Comisión de Bolsa y Valores de Estados Unidos demandó a Bitconnect, junto con su fundador, el indio Satish Kumbhani, el estadounidense Glenn Arcaro, quien se desempeñó como promotor nacional principal de Bitconnect en los Estados Unidos desde agosto de 2017 hasta enero de 2018, y Future Money LTD, una empresa que Arcaro creó para atraer al programa de préstamos de Bitconnect. La SEC alegó que Bitconnect defraudó a inversores estadounidenses por un total de 2.400 millones de dólares. 
Paralelamente a los cargos civiles de la SEC, el Departamento de Justicia de los Estados Unidos (DOJ) había iniciado cargos penales contra Arcaro. El 1 de septiembre de 2021, Arcaro se declaró culpable de los cargos penales presentados por el Departamento de Justicia, que incluyen conspiración para cometer fraude electrónico y confiscación criminal.  El Departamento de Justicia también acusó a Kumbhani de varios cargos federales en febrero de 2022, incluidos lavado de dinero y fraude. 
El 12 de enero de 2023, un tribunal federal de distrito en San Diego ordenó que Arcaro pagara 17 millones de dólares en restitución que se distribuirían entre aproximadamente 800 víctimas.  También aceptó perder más de 24 millones de dólares, que podrían utilizarse en el futuro para reembolsar a las víctimas.

## Meme de Internet
El 28 de octubre de 2017, Bitconnect celebró su primera (y única) ceremonia anual en Pattaya, Tailandia. Durante el evento, un inversionista llamado Carlos Matos de la ciudad de Nueva York dio una exuberante presentación y testimonio sobre el sitio web, que incluyó gritar intensamente "¡Bitconnect!" varias veces en una variedad de registros;  esto rápidamente se convirtió en un meme de Internet. Tanto el meme de Internet como las prácticas cuestionables de Bitconnect fueron perfilados por John Oliver y Keegan-Michael Key en el programa Last Week Tonight.